# Cheimarrichthys fosteri

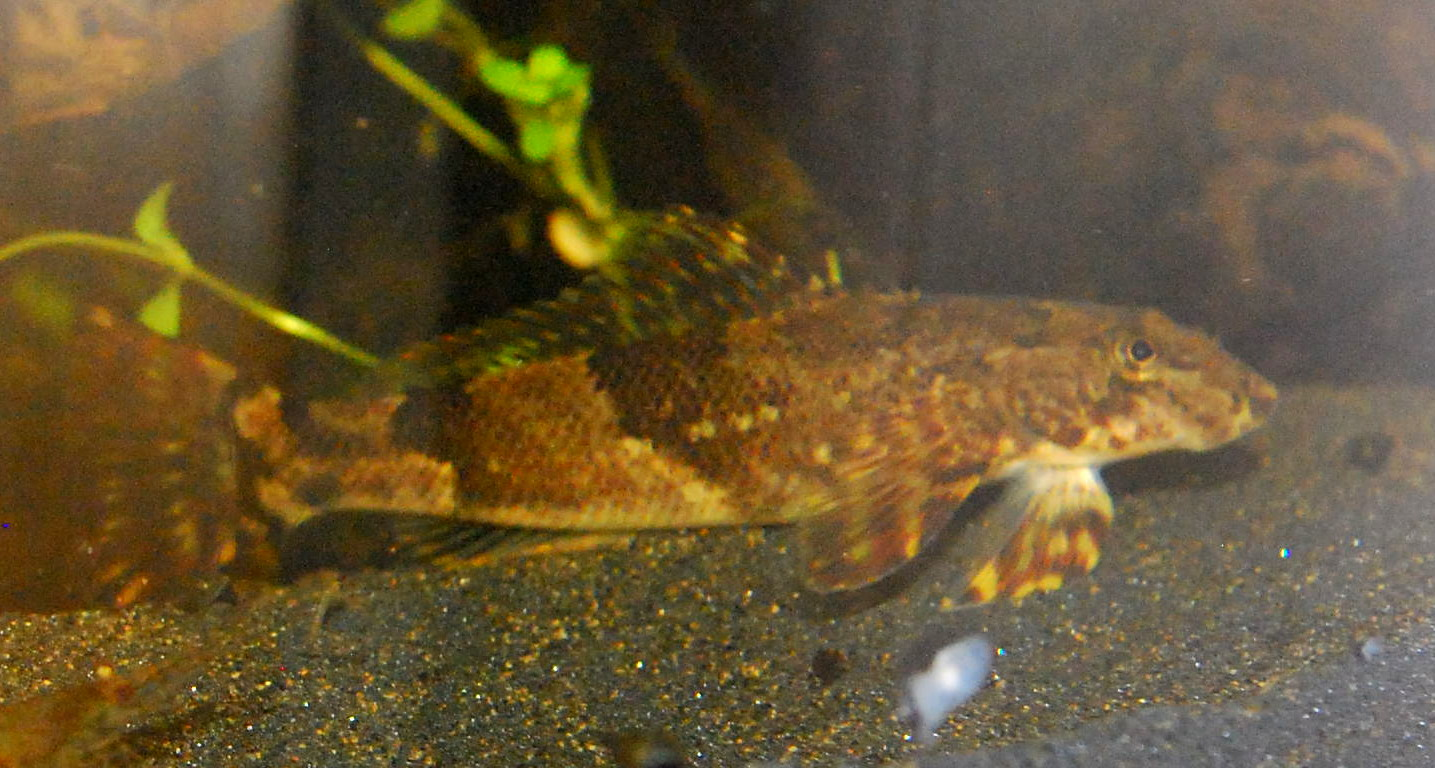
Cheimarrichthys fosteri

Cheimarrichthys fosteri és l'única espècie de peix de la família dels quimarríctids i del gènere Cheimarrichthys.

## Etimologia
Cheimarrichthys prové dels mots grecs cheimarros, -ous (torrent, rierol) i ichthys (peix).

## Descripció
El cos, allargat i robust, fa 15 cm de llargària màxima i presenta bandes fosques als flancs i el ventre de color blanc. Aleta dorsal amb 4-5 espines curtes i 19-20 radis tous. L'aleta anal comença per sota del cinquè radi de la dorsal i té 1-2 espines i 15 radis tous. Pectorals altes i amb 15 radis ramificats. Pelvianes amples, es troben sota el cap i inserides per davant del nivell de les pectorals. Caudal una mica fesa i amb 13-15 radis ramificats. Línia lateral contínua i amb 50 escates. Escates petites i ctenoides. Cap ample, deprimit, sense escates, aplanat a la part inferior, de color verd oliva fosc (més clares les galtes) i amb una longitud igual a la cinquena part de la llargada total (sense l'aleta caudal). Boca subterminal (molt eficaç per nodrir-se dels invertebrats adherits a les roques), lleugerament obliqua, petita i no protràctil. Dents vil·liformes a totes dues mandíbules i al vòmer. Ulls molt alts, quasi en posició dorsal. Espai interorbitari convex. Mandíbula superior més allargada que la inferior. Opercle i preopercle sencers. La morfologia del cap, de les aletes pectorals i de les pelvianes està adaptada a les condicions dels corrents ràpids fluvials.

## Reproducció
Pel que sembla, fresa a la primavera i té una etapa larval marina (tot i que l'indret on ho fa no és conegut). Els joves s'endinsen a l'aigua dolça a la primavera i la tardor i hi romanen durant la resta de llurs vides.

## Alimentació
És un depredador nocturn (a partir de l'ocàs i després d'haver passat el dia descansant al fons aquàtic) d'insectes aquàtics bentònics (Aoteapsyche tepoka, Austrosimulium ungulatum, Deleatidium, Hydora, Hydrobiosis -com ara, Hydrobiosis frater i Hydrobiosis umbripennis-, Oxyethira albiceps, Zelandobius furcillatus, Paralimnophila skusei, quironòmids i ceratopogònids). El seu nivell tròfic és de 3,35.

## Hàbitat i distribució geogràfica
És un peix d'aigua dolça, salabrosa i marina; amfídrom; demersal i de clima subtropical (34°S-47°S), el qual viu al Pacífic sud-occidental: és un endemisme dels rius de corrent ràpid i de substrat de grava i còdols de Nova Zelanda fins als 700 m d'altitud i 300 km terra endins. Malgrat la seua habilitat per viure en aigües ràpides, no és un bon escalador i només penetra terra endins en els sistemes fluvials on el pendent és relativament baix.

## Observacions
És inofensiu per als humans i el seu índex de vulnerabilitat és baix (10 de 100).